# Pupinidae
Pupinidae is een familie van weekdieren uit de klasse van de Gastropoda (slakken).

## Taxonomie

### Onderfamilie
- Liareinae Powell, 1946

### Geslachten
- Bellardiella Tapparone Canefri, 1883
- Dolopupina Iredale, 1937
- Hedleya Cox, 1892
- Lagochilus Blanford, 1864
- Pupina Vignard, 1829
- Pupinella Gray, 1850
- Suavocallia Iredale, 1933